# الدوري الإيطالي 1987–88
الدوري الإيطالي لكرة القدم 1987-1988 (بالإنجليزية: 1987–88 Serie A)‏ هي بطولة الدوري الإيطالي الممتاز لموسم 1987–88 وحصل عليه إيه سي ميلان.

## إحصائيات الموسم
- البطل: إيه سي ميلان
- عدد المباريات: 240
- عدد الاهدف: 504